# 赵华 (北汉)
赵华（?—?），五代十国时后汉、北汉大臣，荥阳（今河南市荥阳）人。
赵华在汉隐帝时，为河东节度使观察判官。乾祐四年（951年），刘旻称帝，任命他为户部侍郎、同平章事。天会四年（960年），李筠奉表向北汉称臣，向北汉睿宗刘钧求救。睿宗自己率兵出团柏谷，群臣在汾水上饯行，赵华说：“李筠举事轻易，陛下空国兴师，臣实忧之。”建隆元年（960年）六月，宋軍攻下澤州城池。李筠赴火自焚而死，監軍盧贊同時戰死，衛融被執至京城投降，睿宗对赵华说：“不听你的话，差点失败，失去了卢赞、卫融二人，引以为恨。”从此更加重视儒者。